# Apol·loni (selèucida)
Apol·loni (en llatí Apollonius, en grec Άπολλώνιος) fou un polític selèucida, fill d'un notable anomenat també Apol·loni.
Era amic de Demetri el jove, el fill de Seleuc IV Filopàtor (187 aC-175 aC) al qual va acompanyar a Roma com a ostatge el 175 aC i va ser al seu costat durant el nominal regnat del seu amic. Apol·loni havia estat educat juntament amb Demetri i les seves dues famílies tenien relacions d'amistat des de feia molt de temps. El pare d'Apol·loni havia tingut una gran influència amb Seleuc.